# 洞窟救助

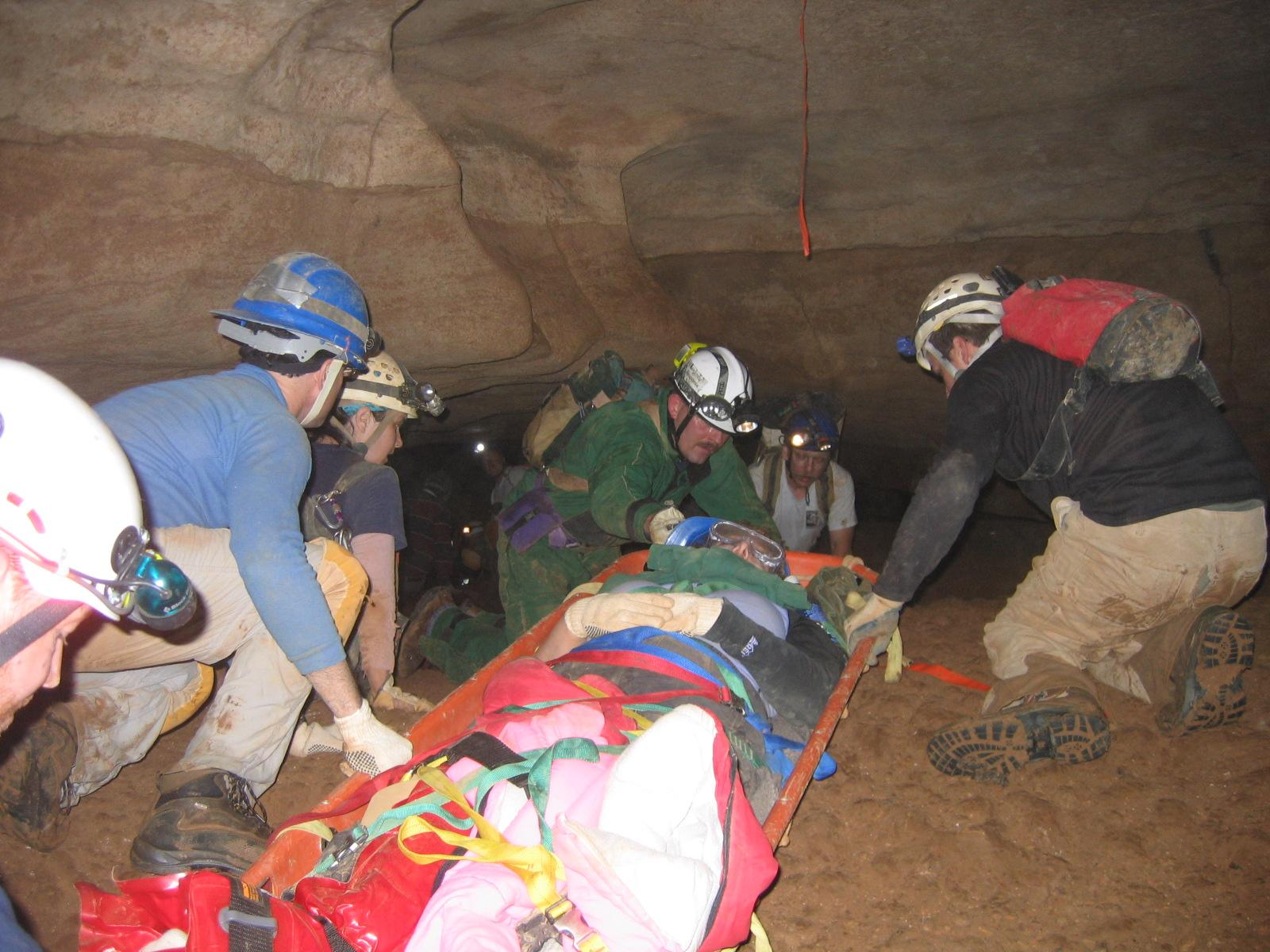
アメリカ、テネシー州ハミルトン郡にある洞窟内で足首を脱臼した患者を搬送中の洞窟救助隊

洞窟救助（どうくつきゅうじょ、英語：Cave rescue）とは、洞窟内での怪我や閉じ込められたり、行方不明になった洞窟探検家を様々な洞窟環境から医学的に治療し救出を行う、原野における高度に特化した救助となる。
洞窟救助は、消防活動、閉鎖空間での救助、ロープ救助、登山技術、洞窟潜水などから構成されるが、厳しく困難な条件下で救助活動を行うため、独自の特別な技術や機材の開発も進んでいる。洞窟事故は非常に限定された空間で規模も限られるうえに専門知識が必要となるため、一般的な救急隊員が地下での救助に従事することは殆どない。このため、所属する専門組織で定期的に訓練を受け、必要に応じて招集される経験豊富な洞窟探検家（ケイバー）が担当するのが一般的である。
洞窟の救助は、緩徐で慎重な作業となり、高度なチームワークと良好なコミュニケーションの両方が必須となる。洞窟内の環境（気温、水温、水深）は、洞窟救助のあらゆる局面を左右するため、救助隊員は活動しなければならない環境に合わせた技術や技能の柔軟さが必要とされる。

## 概要
国際洞窟救助隊のネットワークは、国際洞窟学連合（UIS）の下に組織されている。オーストラリアのシドニーに拠点を置くニューサウスウェールズ洞窟救助隊など、大半の国際的な洞窟救助隊は、洞窟事故の際に使用される連絡先一覧に記載が行われている。
世界初の洞窟救助隊となる洞窟救出組織（CRO）は、1935年にイギリスのヨークシャーで設立された。イギリス国内の他の洞窟救助団体と同様、ボランティアの洞窟探検家たちによって構成され、活動資金はすべて寄付によって賄われている。なお、イギリスでは地域ごとの団体が、緊急時に連絡を取ることができるイギリス国内の1,000名以上の洞窟探検家の詳細を記した「コールアウトリスト」が作成、共有されている。1967年以来、英国洞窟救助評議会（BCRC）が、英国内の洞窟救助組織の調整を行う機関として機能している。
アメリカで組織された洞窟救助隊は、一般に市や郡が出資するボランティア隊となり、主に経験豊富な地元の洞窟探検家たちによって構成される。1960年代の洞窟救助の先駆的組織は、CRCN（Cave Rescue Communications Network）であった。この組織自体は救助隊では無いが、救助を円滑にするため各地に離散する洞窟探検家を繋ぐ連絡役を担っている。CRCNは名目上、ワシントンDCから大西洋の中部域をカバーするよう運営が行われている。また、一般的な米国南東部の洞窟救助チームの構成人数は、平均して15名から20名である。大規模な洞窟救助には膨大な人員が必要となるため、アメリカ全土から招集され組織された洞窟救助隊が、他の救助隊を支援することも珍しくない。なお、北米における洞窟救助要請は、他の一般的な原野での救助要請に比べ発生件数自体は少なく、事故報告の統計から年間40 - 50件程度であり、この内約10%が死亡事故となる。

## 救助事例
- 1925年、ケンタッキー州の国立公園「サンドケイブ」で発生した洞窟探検家フロイド・コリンズ（英語版）の事故。コリンズはサンドケイブの通路拡張作業中に崩落に遭い入口が塞がれ閉じ込められた。この事故はアメリカ全土の新聞の見出しを飾っており、ラジオ放送が開始された時期も重なり、連日報道されたことで大規模な救助活動へと発展した。この報道により1週間で1万人以上の野次馬がサンドケイブに押し寄せたことで、洞窟の周囲は宛らカーニバルのような雰囲気となり、州兵が出動する騒ぎとなった。最終的に平行に坑道を掘り進みコリンズを救出しようとしたボランティアの尽力も空しく、瓦礫に肩まで埋まって死亡しているのが発見された。2週間生存が確認されていたが、11kgの岩がコリンズの足を挟み込んだことが原因で脱出できず、脱水症状と空腹、低体温症に晒されたことが直接の死因となった。コリンズは、ドイツ人技術者のクルーが立坑を掘り終え、彼の遺体を取り出すまで、さらに2ヶ月間サンドケイブに閉じ込められたままであった[4]。

- 1952年8月、フランスのピレネー山脈にあるラ・ベルナ洞窟（英語版）で発生した、フランス人アルピニストであるマルセール・ルーベンスの事故。ルーベンスは346 m（1,135フィート）の立坑を登る際にハーネスの留め金が壊れたため墜落した。ルーベンスら遠征隊メンバーは24時間以上かけ地上に引き上げようと試みたが失敗。墜落後、ルーベンスに輸血を施すなどチームドクターは尽力したが、ルーベンスは救助作業中の36時間後に死亡した。死後、残りのメンバーは救助活動を中止し、ルーベンスの遺体は2年後の1954年に引き上げられている[5]。

- 1959年、イギリスのピーク洞窟（英語版）で発生したニール・モス（英語版）の事故。救助隊は狭いトンネルに閉じ込められたモスの救出を試みたが、最終的に二酸化炭素が原因となり窒息死した。死後、家族はモスの遺体を洞窟に残しておくよう求めた。

- 1965年、ニューヨーク州マンハイムにあるシュローダーズ・パンツ洞窟（英語版）で発生した事故。23歳の科学者であったジェームズ・G・ミッチェルは1965年2月、23 mある極寒の滝穴をロープで降下中に取り残された後に低体温症で死亡した。この事故は全米で話題となり、ミッチェルの救助隊はワシントンD.C.からエアフォースワンで現地まで搬送された。その後、3日間かけ行われたミッチェル救出作戦は、度重なる失敗と崩壊のため中止となった。最終的に洞窟を爆破し閉鎖されたことで実質的に墓と化した[6]。41年後の2006年、洞窟の探検を行ったグループが彼の遺体を回収することに成功し、再び話題となった[7]。

- 1967年、ノースヨークシャーのモスデール洞窟（英語版）の事故。長さ10.5kmのモスデール洞窟内で6人の洞窟探検家が荒天による浸水に遭遇。大規模な救助活動が行われたが、冒険家全員が水死していることが確認された。遺体は発見されたものの、狭い洞窟内からの回収は困難であり、そのまま洞窟入口がコンクリートで封鎖された。4年後に友人らが洞窟に入り、遺族の同意を得て遺体を洞窟内の深部に埋葬した[8]。

- 1983年、ケンタッキー州の洞窟内で洪水が発生し、2日間閉じ込められた8人の洞窟愛好家が救助ダイバーによって生還した[9][10]。

- 1991年、ニューメキシコ州にあるレチュギラ洞窟（英語版）での事故。女性洞窟探検家であるエミリー・デイヴィス・モブリーは、洞窟内で骨折したことで身動きが取れなくなった。延べ200名以上の人々が4日かけ救出した。これはアメリカ史上最も深く、最も遠い洞窟内での救出劇であった[11][12]。

- 1992年、ベネズエラの洞窟でダイビングインストラクターが空気だまりに閉じ込められ、その後、2人のアメリカ人ダイバーによって救助された[9][13]。

- 1997年、アラバマ州のマクブライド洞窟で起きた事故。ジェラルド・モニと彼のグループは、洪水時に洞窟内に入り、洞窟の最下部へ降下を試みていた矢先、鉄砲水に遭い、洞窟内の状況は極めて危険なものとなった。水が激しく吹出する竪穴を通り抜けようとした際、降下用ロープ2本の内1本だけを誤って掴んでしまったことで墜落し、岩棚に激突。墜落の衝撃により大腿骨を骨折し身動きが取れなくなった。他のメンバーは脱出用経路を確保できたため地上に脱出している。仲間からの救助要請を受け地元救助隊が救助活動に乗り出したが、水位が高く救助が不可能であったため、水位が下がった12時間後にモニの元へ辿り着いている。なお、モニは12時間以上も極寒の水に晒されていた。救助隊が2次災害に遭う危険性も高かったが、モニは墜落から18時間後に生還を果たした[14]。

- 2004年のアルパザット洞窟の救出（英語版）。休暇で渡航中のイギリス軍兵士数名が、メキシコの洞窟で洪水に遭い閉じ込められた。9日後、英国洞窟救助協会（英語版）のリチャード・スタントン（英語版）とジェイソン・マリンソンによって救出された[15]。

- 2009年11月、ユタ州のナッティ・パティ洞窟での事故。ベテラン洞窟探検家ジョン・エドワード・ジョーンズは、地図にも記載されていない洞窟内の未開拓の場所で粗逆さの姿勢となる170度の下向きの角度で挟まれた。救助活動が開始されるが、この姿勢が救助活動を困難にしており、24時間後、救助隊はジョーンズを0.61 m（2フィート）引き上げ、食料と水を下ろしたが、救助ロープシステムの一部が故障したことにより墜落し、更に酷い状態となって元の場所へ戻る状況へと陥った。これにより救助隊も救助が不可能となったことでジョーンズは衰弱し、まもなく死亡したのみならず、その後救助隊は遺体回収作業に切り替えたものの、それも困難で危険と判断したため諦めた。そのため、ジョーンズの家族と土地所有者は、彼の遺体をそのままにし、洞窟は永久に封鎖される措置が取られた[16]。なお、この事故は2016年に『ザ・ラスト・ディセント（英語版）』として映画化された。

- 2014年2月、ノルウェーのヨルドブルグロッタ（英語版）内でフィンランド人ケーブダイバー2名が死亡した。ノルウェー当局は遺体回収のため、イギリス人のリチャード・スタントン、ジョン・ヴォランテン（英語版）、ジェイソン・マリンソンら洞窟ダイバーの国際チームを召集。しかし、現地での調査潜水でこの収容作業は困難だと判断され、その後、洞窟内は潜水禁止となった。事故の一月後には関係するフィンランド人ダイバーが正式な許可を得ずに潜り遺体を収容した[17][18]。なお、この収容作業はドキュメンタリー映画『Diving into the Unknown』として撮影が行われている[19]。2014年3月31日に潜水禁止措置は解除された。

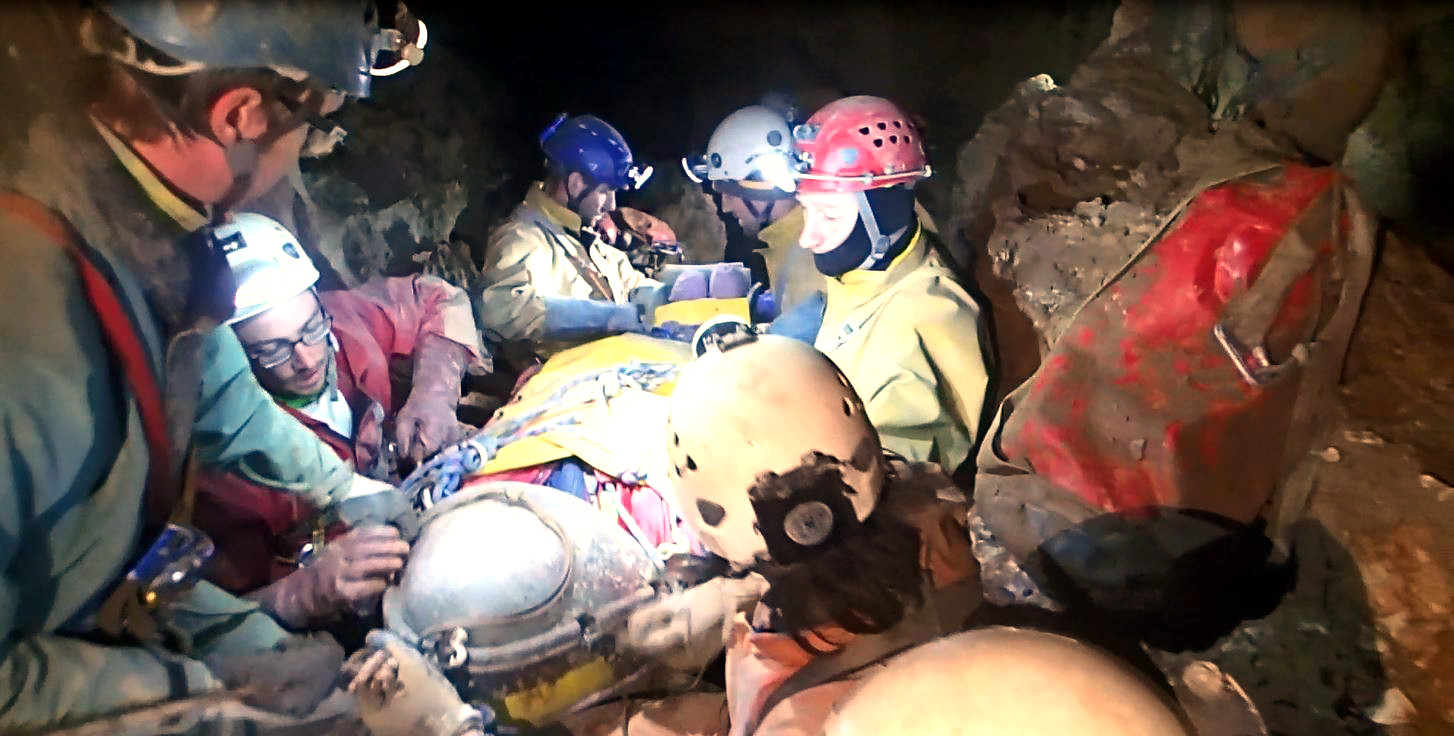
リーゼンディング洞窟内で行われた救助活動

- 2014年のリーゼンディング洞窟の救出（英語版）。洞窟冒険家ヨハン・ウェストハウザーは、ドイツにあるリーゼンディング洞窟（英語版）の入り口から1,148 mの地点で巨石の落石により頭部を強打し身動きが取れなくなった。救出作業には728名が参加し、11日間を要した[9][20]。

- タムルアン洞窟の遭難事故。タイの少年サッカーチームの11歳から17歳のメンバー12名とコーチ1名が、雨季のスコールによる増水でタムルアン洞窟に閉じ込められた。チェンライ県にある国立公園のパーク・レンジャーが、洞窟の入り口に放置された多数の自転車を発見した。これを当局に通報したことで行方不明が発覚し、直ちに捜索が開始された。少年らは2018年7月2日、イギリス人ケーブダイバーである、リチャード・スタントンとジョン・ヴォランセンによって発見された。大規模な救出活動が行われた結果、全員無事に救助された。